# 21635 Micahtoll
A 21635 Micahtoll (ideiglenes jelöléssel 1999 NU19) a Naprendszer kisbolygóövében található aszteroida. A LINEAR projekt keretében fedezték fel 1999. július 14-én.